# Mijnenlegger

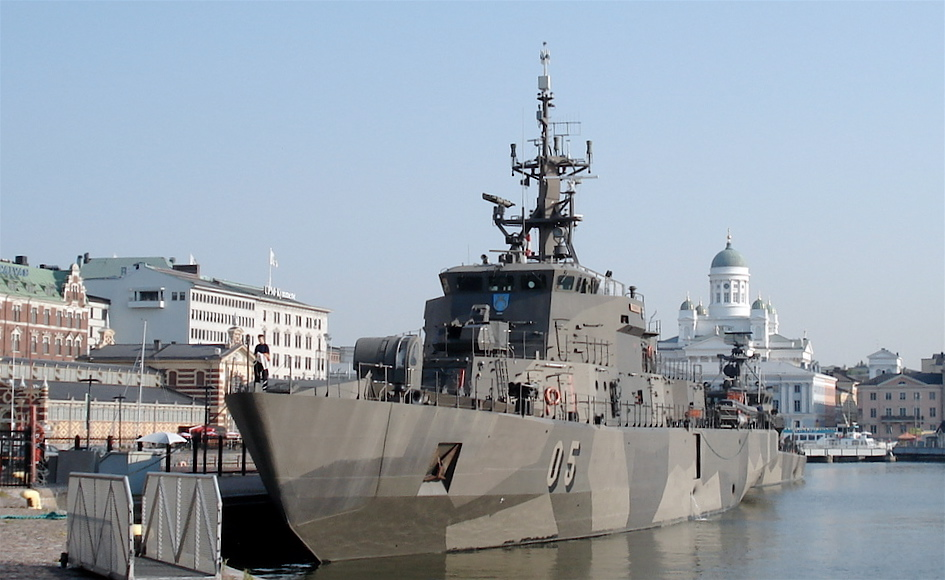
De Finse mijnenlegger FNS Uusimaa

Een mijnenlegger is een marineschip dat is ingericht voor het leggen van zeemijnen. Mijnenleggers komen in verschillende maten voor van schepen van een paar honderd ton tot schepen van een paar duizend ton. Naast mijnen beschikken mijnenleggers vaak ook over andere wapens voor zelfverdediging. Naast oppervlakteschepen kunnen ook onderzeeboten ingericht worden als mijnenlegger. De eerste onderzeeboot die was ingericht als mijnenlegger was de Russische onderzeeboot Krab. Bij de Nederlandse marine was de O 19-klasse een voorbeeld van mijnen leggende onderzeeboten.
De bekendste mijnenlegger is de Nusrat van de Ottomaanse marine. Dit schip uit de Eerste Wereldoorlog heeft zeemijnen gelegd die de Britse Irresistible en Ocean en de Franse Bouvet tot zinken bracht.
Tegenwoordig zijn er nog maar weinig landen die mijnenleggers gebruiken voor het leggen van mijnen. De taak van mijnenlegger wordt vaak uitgevoerd door vliegtuigen. De landen die wel over mijnenleggers beschikken, zoals Zuid-Korea, Noorwegen, Zweden en Finland, hebben een lange kustlijn met veel inhammen.